# Kaplica grobowa Jüttnerów w Piotrkowie Trybunalskim
Kaplica grobowa Jüttnerów – zabytkowa kaplica grobowa z 1897, położona na Starym Cmentarzu Rzymskokatolickim w Piotrkowie Trybunalskim.
Kaplica znajduje się w kwaterze nr 41. Wybudowano ją w 1897 w stylu neobarokowym dla Augusta i Katarzyny Jüttnerów. Wykonana została przez pracownię J. Norblina z Warszawy.
Kaplica wpisana jest do rejestru zabytków pod numerem A/86 z 10.12.2009. Znajduje się też w gminnej ewidencji zabytków miasta Piotrkowa Trybunalskiego.